# Well Walk
Well Walk est une rue de Londres.

## Situation et accès

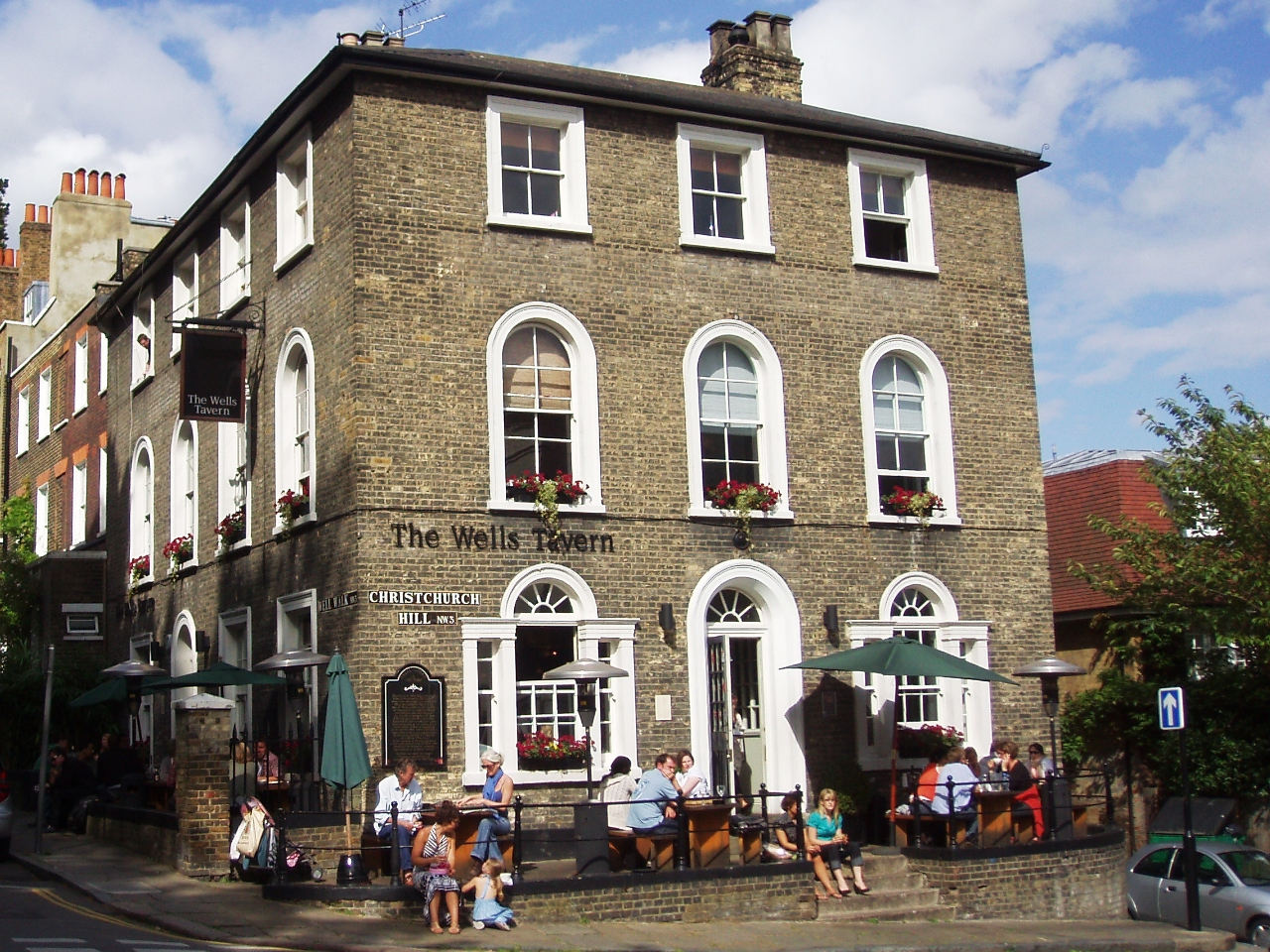
No 30 : le pub The Wells Tavern.

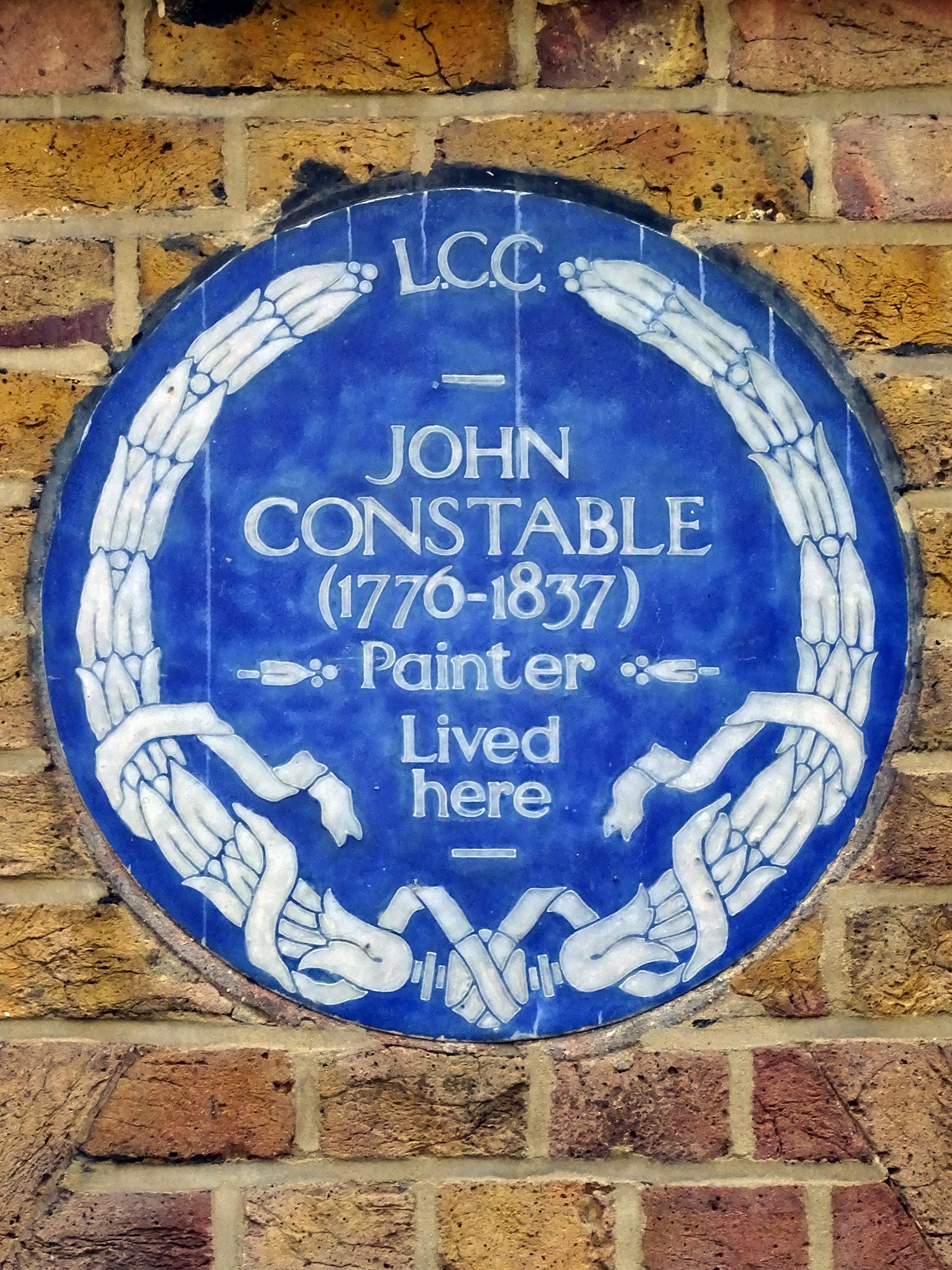
No 40 : plaque commémorative.

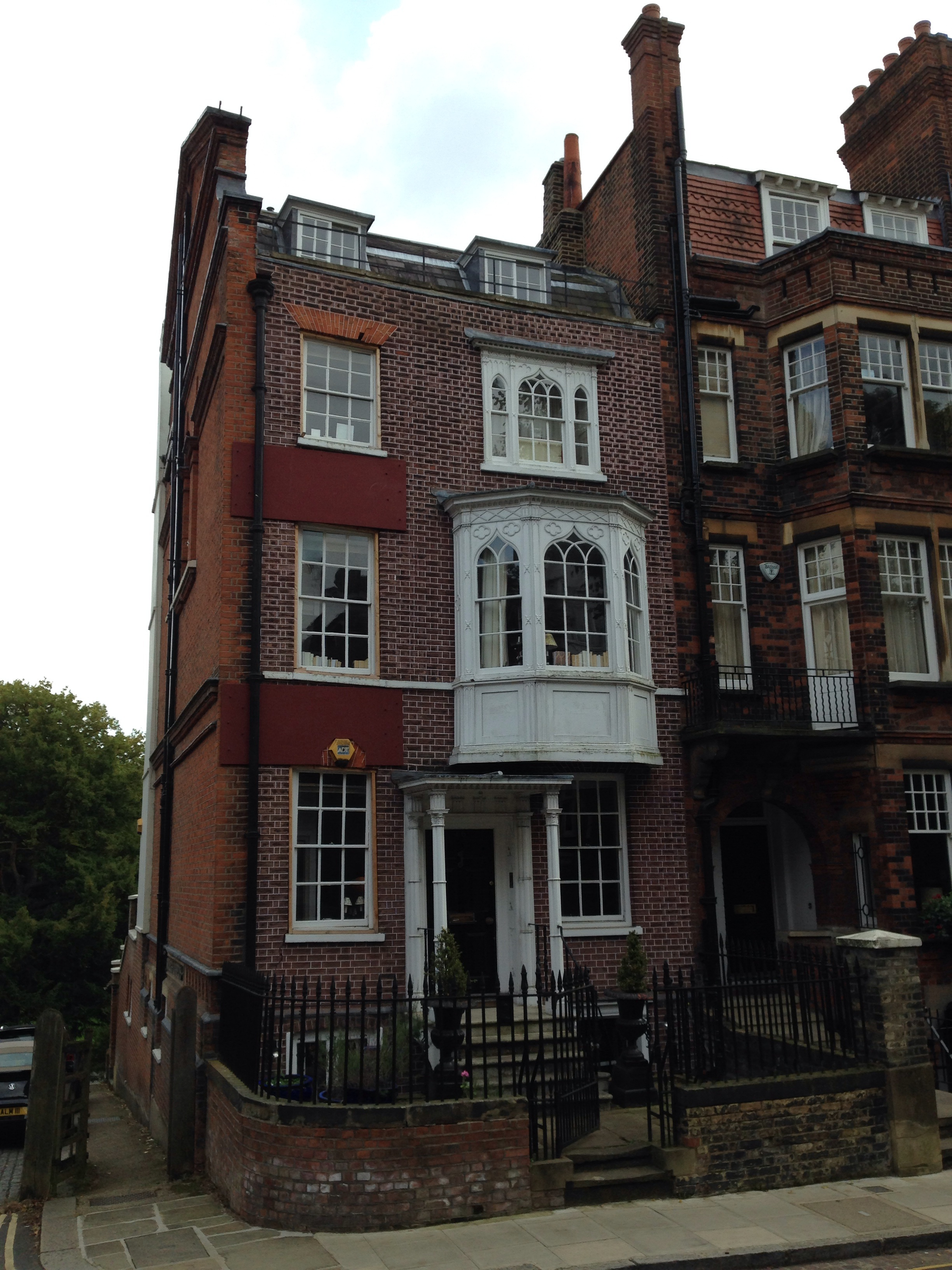
No 46 : le poète John Keats a habité à cette adresse.

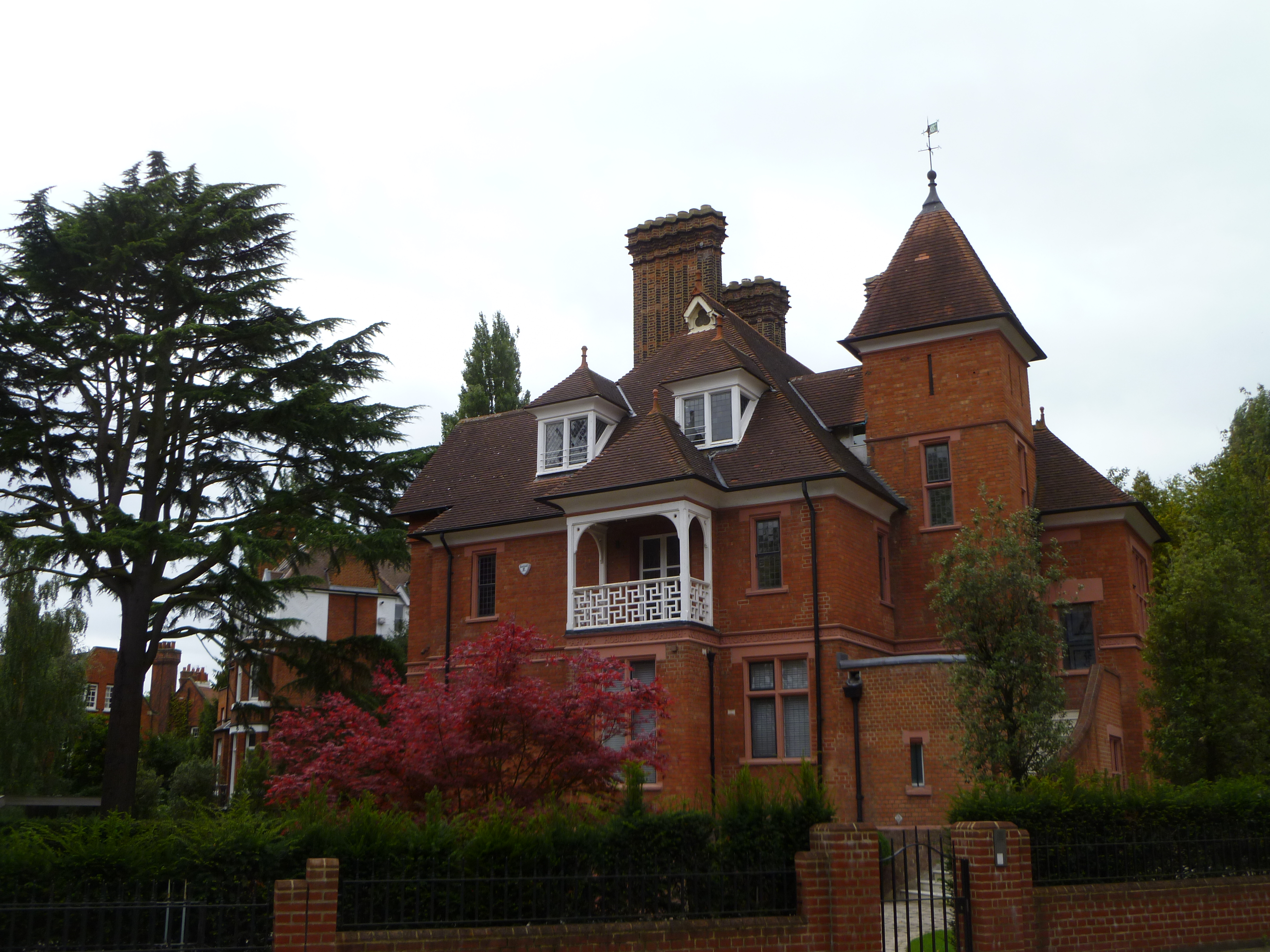
No 50 : Klippan House.

Située dans le quartier de Hampstead, dans le borough londonien de Camden, la rue commence au sud-ouest à New End Square et Willow Road et va jusqu'à East Heath Road à l'est. Elle traverse Christchurch Hill et est directement relié à Gainsborough Gardens.
La station de métro la plus proche est Hampstead, desservie par  la ligne  Northern.

## Origine du nom
Well Walk signifie littéralement chemin du puits. On trouvait en effet sur ce site une source médicinale fort populaire au XVIIIe siècle. Plusieurs noms de lieux du secteur y font référence : Flash Walk, Well Road...

## Historique
En 1698, trois hectares de terres marécageuses à proximité de Well Walk sont donnés aux pauvres de Hampstead par la famille Gainsborough, seigneurs du lieu. 
Au 18e siècle, un bâtiment long d’environ 25 mètres, Long Room, est construit à la hauteur et en face de l’actuelle fontaine. Well Walk est alors le centre de la station thermale de Hampstead. L’eau extraite du puits contient une forte proportion de fer et est considérée comme bénéfique pour la santé lors de sa découverte au milieu du XVIIe siècle.
Long Room, qui sera démoli en 1882, abrite une petite station de pompage et une grande salle dans laquelle les clients du spa peuvent se détendre pendant la journée et où se déroulent des concerts et des danses. On trouve à proximité des stands de tombola. 
Well Walk a toujours été une adresse convoitée dans laquelle ont résidé notamment le poète John Keats, le peintre John Constable et l’acteur Jeremy Irons.

## Bâtiments remarquables et lieux de mémoire
- No 30 : pub The Wells Taverne, bâtiment classé de grade II.
- No 40 : le peintre John Constable (1776-1837) a habité ici, comme le signale un macaron en façade.
- No 46 : en avril 1817, le poète John Keats et ses frères George et Tom s'installent à cette adresse[4].
- No 50 : Thwaitehead ou Klippan House, maison  classée de grade II construite en 1881 par l’architecte Ewan Christian (1814-1895) pour lui-même[5] ; la date de construction figure sur le mur et les initiales de l'architecte sur la girouette ; Ewan Christian fut l'un des architectes de la National Portrait Gallery à Londres[3].